# Autoroute A26 (France)
Pour les articles homonymes, voir A26.
L'autoroute A26 (aussi appelée l'autoroute des Anglais) est une autoroute qui part de Calais, passe à proximité de Bethune de Lens d'Arras, de Cambrai, de Saint-Quentin, de Laon, de Reims, de Châlons-en-Champagne, et se termine au sud-est de Troyes à son embranchement avec l'A5.
Elle fait partie du Grand contournement de Paris et est concédée à SANEF, et à APRR pour les derniers 22 km entre la sortie  22 et l'échangeur avec l'A5.

## Historique
La construction démarre en septembre 1977 pour relier à l'époque Calais à Reims. Sa construction demandera du temps : il faudra plus de quinze ans avant de parvenir à l'achèvement total du projet, grâce au plan d'accompagnement routier du tunnel sous la Manche. Elle est terminée le 1er juillet 1992.

## Son parcours
Section concédée à SANEF et payante (sauf entre les sorties 16 et 16.1).
- Échangeur entre A16 et A26 +  1 Calais - Port (A216) : 
  - A16 : Boulogne-sur-Mer, Tunnel sous la Manche, Calais - ouest, Calais - centre, Dunkerque, Marck
  -  1 : Calais - est,  Car Ferry
- Début de l'autoroute A26.
  -  Aires de repos de Zutkerque (sens  Calais-Troyes),  de Nortkerque (fermée) (sens Troyes-Calais)
- 2 Vallée de la Hem à 16 km : Licques, Éperlecques, Tournehem, Audruicq, Ardres, Guînes
- 3 Saint-Omer à 31 km : Saint-Omer, Arques, Lumbres, Boulogne-sur-Mer, Dunkerque
- Gare de péage de Setques (à système fermé)
- 4 Aire-sur-la-Lys à 40 km : Saint-Omer, Arques, Aire-sur-la-Lys, Desvres, Le Touquet, Berck
  -  Aires de repos du Grand Riez (sens  Calais-Troyes),  de Villefleur (fermée) (sens Troyes-Calais)
  -  Aires de service de Rely (sens Calais-Troyes),  de Saint-Hilaire-Cottes (sens Troyes-Calais)
- 5 Lillers à 61 km : Lillers, Auchel, Saint-Pol-sur-Ternoise, Hazebrouck, Aire-sur-la-Lys
  -  Aires de repos du Réveillon (sens  Calais-Troyes),  de la Grande Bucaille (fermée) (sens Troyes-Calais)
- 6 Béthune à 73 km : Béthune, Bruay-la-Buissière
- 6.1 Nœux-les-Mines à 80 km : Nœux-les-Mines, Labourse, Loisinord
- 6.2 Liévin +  Échangeur entre A21 et A26 à 85 km :
  -  6.2 : Bruay-la-Buissière, Nœux-les-Mines, Sains-en-Gohelle, Aix-Noulette
  - A21 : Lens, Liévin, Douai, Lille (A1), Bully-les-Mines
  -  Aires de service de Souchez (sens Calais-Troyes),  d'Angres (sens Troyes-Calais)
- 7 Arras à 97 km : Arras - centre, Lens, Vimy
  -  Aires de repos des Trois Crêtes (fermée) (sens  Calais-Troyes),  de La Cressonnière (sens Troyes-Calais)
- Échangeur entre A1 et A26 à 106 km : Arras - est, Lille, Paris, Douai
  -  Aires de repos de Bois Dhuez (sens  Calais-Troyes),  des Bonnetes (sens Troyes-Calais)
  -  Aires de service de Baralle (sens Calais-Troyes),  de Rumaucourt (sens Troyes-Calais)
- 8 Marquion à 127 km : Marquion, Cambrai
- Échangeur entre A2 et A26 à 135 km : Paris (A1), Bruxelles, Valenciennes, Cambrai

Passage du département du Pas-de-Calais à celui du département du Nord.
- Aires de repos de La Vacquerie (sens  Calais-Troyes),  du Plateau (fermée) (sens Troyes-Calais)
- 9 Masnières à 136 km : Masnières, Cambrai - Faubourg de Paris, Péronne

Passage du département du Nord à celui de l'Aisne.
Passage du département de l'Aisne à celui de la Somme.
Passage du département de la Somme à celui de l'Aisne.
- Aires de repos de L'Omignon (sens  Calais-Troyes),  de La Haute Bruyère (sens Troyes-Calais)
- 10 Saint-Quentin - nord à 161 km : Saint-Quentin - centre
- Échangeur entre A29 et A26 à 163 km : Rouen (A28), Amiens, Péronne, Ham, Paris (A1)
- 11 Saint-Quentin - sud à 167 km : Chauny-Tergnier, Soissons, Saint-Quentin - centre, Gauchy
  -  Aire de service d'Urvillers (dans les deux sens) Borne de recharge pour véhicules électriques.
- 12 La Fère à 186 km : La Fère, Crécy-sur-Serre, Chauny-Tergnier
  -  Aires de repos de Saint-Brice (sens  Calais-Troyes),  du Broyon (sens Troyes-Calais)
- 13 Laon à 202 km : Laon, Maubeuge, Crécy-sur-Serre, Vervins, Sissonne
  -  Aires de repos de La Croisette (sens  Calais-Troyes),  des Pèlerins (sens Troyes-Calais)
  -  Aires de service du Mont de Nizy (sens Calais-Troyes),  du Champ Roland (sens Troyes-Calais)
- 14 La Vallée de l'Aisne à 232 km : Guignicourt, Berry-au-Bac, Rethel

Passage du département de l'Aisne à celui de la Marne. Passage de la région des Hauts-de-France à celui de Grand Est.
- Aires de repos de Cauroy (sens  Calais-Troyes),  de Loivre (sens Troyes-Calais)
- Gare de péage de Courcy (à système fermé).
- 15 Reims - La Neuvillette à 248 km : Reims
- 16 Reims - Colbert à 250 km : Bétheny, Reims - nord, Reims - ouest, Saint-Brice-Courcelles
- 16.1 Tinqueux à 263 km  ( Échangeur entre A26, A344 et A4) : 
  - A4 : Paris, Château-Thierry
  - A344 : Reims - centre, Tinqueux, Soissons Ancienne traversée urbaine de l'A4 (A344)
- Gare de péage d'Ormes (à système fermé)
- Échangeur entre A4 et A26 à 264 km : Paris, Château-Thierry

Début du tronc commun avec l'autoroute A4, pendant 37 km.
- 23 Reims - sud (sortie de l'A4) à 138 km : Reims, Épernay, Champfleury,  Champagne-Ardenne,  Centre Hospitalier de Reims
- Échangeur entre A34 et A4 à 144 km : Reims - est, centre, Charleroi, Cormontreuil, Charleville-Mézières
  -  Aires de repos de l'Espérance (sens  Paris-Strasbourg),  de la Vesle (sens Strasbourg-Paris)
  -  Aires de service de Reims Champagne Sud (sens Paris-Strasbourg),  de Reims Champagne Nord (sens Strasbourg-Paris)
- Échangeur entre A26 et A4 : Châlons-en-Champagne - centre, Verdun, Metz-Nancy, Strasbourg

Fin du tronc commun avec l'autoroute A4.
- Aire de repos des Grands Traquiers (sens  Troyes-Calais)
- 17 Saint Gibrien à 309 km : Épernay, Châlons-en-Champagne - Rive Gauche, Fagnières, Saint-Gibrien
  -  Aire de repos de La Garenne (sens  Calais-Troyes)
- 18 Mont Choisy à 317 km : Châlons-en-Champagne - Compertrix, Châlons-en-Champagne - centre, Mont-Choisy, Fère-Champenoise
  -  Aire de repos de La Bardolle (sens  Troyes-Calais)
- 19 Vatry à 339 km :  Vatry
- 20 Sommesous à 340 km : Sézanne, Vitry-le-François, Fère-Champenoise +  Aire de service de Sommesous (dans les deux sens)

Passage du département de la Marne à celui de l'Aube.
- Aires de repos de Champ du Carreau (sens  Calais-Troyes),  de Champ l'Épée (sens Troyes-Calais)
- 21 La Vallée de l'Aube à 361 km : Arcis-sur-Aube, Brienne-le-Château, Romilly-sur-Seine
- 22 Charmont-sous-Barbuise à 375 km : Troyes - centre, Pont-Sainte-Marie, Charmont-sous-Barbuise, Feuges +  Aire de repos de Charmont (dans les deux sens)

Section concédée à APRR et payante.
- Aires de repos de Villechétif (sens  Calais-Troyes),  des Crocs de la Terre (sens Troyes-Calais)
- 23 Thennelières à 388 km : Troyes - est, Saint-Dizier, Pont-Sainte-Marie,  Forêt d'Orient, Saint-Parres-aux-Tertres
- Échangeur entre A5 et A26 à 394 km : Orléans A19), Paris, Auxerre, Sens, Mulhouse, Lyon (A6), Dijon (A31), Chaumont

Fin de l'autoroute A26, redirigé vers l'autoroute A5.

## Lieux sensibles
(uniquement les lieux à bouchons et les pentes dangereuses) :

## Projets
L'A26 devait être prolongée en direction d'Auxerre et Bourges vers 2025 dans le cadre du grand contournement de Paris. Cette liaison est cependant hypothétique et sa réalisation ne pourrait pas se concrétiser avant 2050.